# Глухарёв, Василий Геннадьевич
Василий Геннадиевич Глухарёв (род. 15 апреля 1980 года) — российский ориентировщик на лыжах.

## Карьера
Воспитанник башкирского спорта, где познакомился со спортивным ориентированием в ДЮСШ № 3 г. Октябрьский (тренеры — Ю. М. Лукьянов, В. М. Лукьянов, И. Г. Шешенин).
Чемпион Европы 1998 года среди юношей (Венгрия)
Серебряный призер Чемпионата Мира среди юниоров 1999 года на классической дистанции (Болгария).
Чемпион на короткой дистанции и бронзовый призер в эстафете на Чемпионате Мира среди юниоров 2000 года (Чехия).
Двукратный Чемпион Европы среди молодежи 2001 года (Россия).
В 2001—2008 годах неоднократный чемпион России и призер Этапов Кубка Мира.
Обладатель Кубка мира 2003 года в эстафете.
Серебряный призёр Чемпионата Европы 2003 года в эстафете (Италия).
Чемпион Мира 2004 года в эстафете (Швеция).
Бронзовый призёр Первых Всемирных Зимних Игр среди военнослужащих в индивидуальном зачёте и обладатель золотой награды в команде в 2010 году (Италия).
Мастер спорта России международного класса (2001). Выдающийся спортсмен Башкирии (2004).

## Тренерская карьера
2008—2014 года — старший тренер команды Тюменской области.

## Образование
В 2009 году окончил Уфимский государственный нефтяной технический университет (специальность «Машины и оборудование нефтяных и газовых промыслов», филиал в Октябрьском).
В 2018 году окончил курсы Московского института современного академического образования по программе «Организация и проведение тренерского процесса. Руководство состязательной деятельностью спортсменов».